# Парламентські вибори в Йорданії (2024)
Загальні парламентські вибори в Йорданії заплановані на 10 вересня 2024 року.

## Виборча система
До складу Палати представників Йорданії входять 138 місць. З них 115 депутатів обираються за системою відкритих списків пропорційного представництва у 23 виборчих округах. Кількість місць в округах варіюється від трьох до дев'яти. Ще 15 місць зарезервовано для жінок, а 9 — для представників християнської меншини та 3 — для чеченської і черкеської меншин.
Новий виборчий закон, прийнятий у 2022 році, передбачає:
- Збільшення кількості місць у парламенті з 130 до 138.
- У кожному партійному списку повинна бути щонайменше одна жінка серед перших трьох кандидатів та одна особа молодша 35 років серед перших п'яти кандидатів.
- Вік кандидатів для участі у виборах знижено з 30 до 25 років, що має на меті посилити участь молоді у політичному процесі.
Партійні списки повинні набрати щонайменше 2,5% голосів для отримання місць у парламенті. Якщо менше трьох списків досягнуть цього порогу, він буде знижений, доки не буде обрано принаймні три списки.

## Політичний контекст
Вибори 2024 року є важливим етапом у переході Йорданії до партійної системи правління. Згідно з новим законом, щонайменше 30% місць у парламенті мають бути зайняті представниками політичних партій або коаліцій. До виборів 2028 року цей показник має зрости до 50%, а до 2032 року — до 65%. Це спрямовано на зміцнення партійної системи та формування стабільної політичної конкуренції.

## Виборча кампанія
Виборча кампанія розпочалася 9 серпня 2024 року і триватиме до дня виборів 10 вересня. У виборах беруть участь 36 з 38 зареєстрованих політичних партій. Кількість зареєстрованих виборців перевищує 5,1 мільйона, з яких приблизно 2,7 мільйона — жінки.

## Очікування виборців
Аналітики прогнозують, що основними питаннями на виборах будуть економічні проблеми, такі як високе безробіття, зокрема серед молоді. Також очікується збільшення представництва жінок і молодих кандидатів, що відповідає реформаторському курсу уряду.